# 莫克塔·瓦内
莫克塔·瓦内（法語：Moctar Ouane，1955年10月11日 - ）是马里外交家、政治家。2020年马里政变后总统易卜拉欣·布巴卡尔·凯塔领导的政府下台，莫克塔·瓦内于2020年9月27日起任代理马里总理。他也曾在2004年至2011年担任马里外长。

## 履历
莫克塔·瓦内于1982年至1986年担任政府秘书长的技术顾问，1986年任外交部协定和国际公约司司长，1986年到1988年任总理外交顾问，1988年至1990年任总统府秘书长办公室主任，1990年到1991年作为时任总统穆萨·特拉奥雷的外交顾问，特拉奥雷政权被推翻后又任过渡总统阿马杜·图马尼·杜尔的外交顾问，1992年转任总理外交顾问。1994年至1995年担任外交部政治顾问，1995年9月27日起成为马里常驻联合国代表一直到2002年。在此期间，他曾在2000年9月至2001年12月担任联合国安理会主席。2003年到2004年任国际合作指导大使，到2004年5月2日始任外交部长。
2011年离任外交部长后，莫克塔·瓦内于2014年1月起担任西非经济货币联盟的外交顾问。2016年他又成为该组织的和平与安全事务顾问。
2020年9月27日，马里过渡总统巴·恩多任命莫克塔·瓦内为代总理。2021年馬里政變時遭到逮捕。